# 伊藤絵美
伊藤 絵美（いとう えみ、1967年 - ）は、日本の公認心理師。

## 来歴

### 生い立ち
1986年千葉県立東葛飾高等学校卒業。1990年慶應義塾大学文学部人間関係学科心理学専攻卒業。1996年慶應義塾大学大学院社会学研究科社会学専攻博士課程単位取得退学。「心理療法、ストレスマネジメント、メンタルヘルスのための問題解決に関する研究」と題した博士論文を執筆。2000年（平成12年）2月26日付で博士（社会学）の学位を取得。

### 公認心理師として
公認心理師に加え、臨床心理士、精神保健福祉士の資格を持つ。
洗足ストレスコーピング・サポートオフィスにて所長を務めている。

## 著作
- 『認知療法・認知行動療法カウンセリング 初級ワークショップ CBTカウンセリング』星和書店, 2005.11
- 『事例で学ぶ認知行動療法』誠信書房, 2008.9
- 『認知行動療法実践ワークショップ 1(ケースフォーミュレーション編 1) (インテーク面接・初回セッション・応急処置)』星和書店, 2010.9
- 『認知行動療法入門 ケアする人も楽になる BOOK 1-2』医学書院, 2011.2
- 『自分でできるスキーマ療法ワークブック 生きづらさを理解し、こころの回復力を取り戻そう Book1-2』星和書店, 2015.7
- 『認知行動療法カウンセリング実践ワークショップ CBTの効果的な始め方とケースフォーミュレーションの実際』星和書店, 2015.7
- 『イラスト版子どものストレスマネジメント 自分で自分を上手に助ける45の練習』合同出版, 2016.10
- 『伊藤絵美の認知行動療法入門講義』矯正協会, 2016.8
- 『マインドフルネス&スキーマ療法 ケアする人も楽になる BOOK1-2』医学書院, 2016.9
- 『折れない心がメモ1枚でできるコーピングのやさしい教科書』宝島社, 2017.1
- 『つらいと言えない人がマインドフルネスとスキーマ療法をやってみた。』医学書院, 2017.11
- 『コーピングのやさしい教科書』金剛出版, 2021.6
- 『世界一隅々まで書いた認知行動療法・問題解決法の本』遠見書房, 2022.10
- 『世界一隅々まで書いた認知行動療法・認知再構成法の本』遠見書房, 2022.3

### 共編著・監修
- 『認知行動療法、べてる式。』向谷地生良共編著. 医学書院, 2007.9
- 『認知療法・認知行動療法事例検討ワークショップ 1』丹野義彦共編著. 星和書店, 2008.5
- 『認知療法・認知行動療法事例検討ワークショップ 2』初野直子,腰みさき共著. 星和書店, 2009.10
- 『臨床に活かす基礎心理学』坂本真士,杉山崇共編. 東京大学出版会, 2010.3
- 『認知行動療法を身につける グループとセルフヘルプのためのCBTトレーニングブック』 (Challenge the CBT)石垣琢麿共監修,大島郁葉,安元万佑子著. 金剛出版, 2011.9
- 『事例でわかる心理学のうまい活かし方 基礎心理学の臨床的ふだん使い』杉山崇, 坂本真士共編. 金剛出版, 2011.9
- 『臨床心理学入門 多様なアプローチを越境する』(有斐閣アルマ. Basic) 岩壁茂,福島哲夫共著, 2013.4
- 『スキーマ療法入門 理論と事例で学ぶスキーマ療法の基礎と応用』編著, 津髙京子,大泉久子,森本雅理著. 星和書店, 2013.8
- 『認知行動療法を提供する クライアントとともに歩む実践家のためのガイドブック』 (Challenge the CBT) 石垣琢麿共監修, 大島郁葉, 葉柴陽子, 和田聡美, 山本裕美子著. 金剛出版, 2015.8
- 『認知行動療法と精神分析が出会ったら こころの臨床達人対談』藤山直樹共著. 岩崎学術出版社, 2016.9
- 『「キラーストレス」から心と体を守る! マインドフルネス&コーピング実践CDブック』熊野宏昭,NHKスペシャル取材班共監修. 主婦と生活社, 2017.5
- 『薬物離脱ワークブック』松本俊彦共監修,藤野京子,鷲野薫, 藤掛友希, 両全会薬物プログラム開発会 著. 金剛出版, 2017.9
- 『心の体質改善・スキーマ療法自習ガイド イラストでわかる!』 (アスクセレクション）監修. アスク・ヒューマン・ケア, 2018.6
- 『公認心理師技法ガイド 臨床の場で役立つ実践のすべて』下山晴彦編集主幹, 黒田美保,鈴木伸一, 松田修共編集. 文光堂, 2019.3
- 『セルフケアの道具箱 ストレスと上手につきあう100のワーク』細川貂々イラスト. 晶文社, 2020.7

### 翻訳
- ジュディス・S.ベック『認知療法実践ガイド・基礎から応用まで ジュディス・ベックの認知療法テキスト』神村栄一,藤澤大介共訳. 星和書店, 2004.7
- ロバート・L.リーヒイ『認知療法全技法ガイド 対話とツールによる臨床実践のために』佐藤美奈子共訳. 星和書店, 2006.10
- ジュディス・S.ベック『認知療法実践ガイド:困難事例編 続ジュディス・ベックの認知療法テキスト』佐藤美奈子共訳. 星和書店, 2007.10
- アーサー・M.ネズ, クリスティン・M.ネズ, エリザベス・R.ロンバルド『認知行動療法における事例定式化と治療デザインの作成 問題解決アプローチ』監訳. 星和書店, 2008.11
- ジェフリー・E.ヤング, ジャネット・S.クロスコ, マジョリエ・E.ウェイシャー『スキーマ療法 パーソナリティの問題に対する統合的認知行動療法アプローチ』監訳. 金剛出版, 2008.9
- ヴァレリー・L・ガウス『成人アスペルガー症候群の認知行動療法』監訳, 吉村由未,荒井まゆみ 訳. 星和書店, 2012.11
- ジュディス・S・ベック『認知行動療法実践ガイド:基礎から応用まで ジュディス・ベックの認知行動療法テキスト』神村栄一, 藤澤大介共訳. 星和書店, 2015.7
- アーノウド・アーンツ, ジッタ・ヤコブ『スキーマ療法実践ガイド スキーマモード・アプローチ入門』監訳, 吉村由未 訳. 金剛出版, 2015.9
- ジョアン・M・ファレル, イダ・A・ショー『グループスキーマ療法 グループを家族に見立てる治療的再養育法実践ガイド』監訳, 大島郁葉 訳. 金剛出版, 2016.11
- M.ヴァン・ヴリースウィジク, J.ブロアーゼン, M.ナドルト 編『スキーマ療法最前線 第三世代CBTとの統合から理論と実践の拡大まで』吉村由未共監訳, 風岡公美子,小林仁美, 津髙京子, 森本雅理訳. 誠信書房, 2017.7
- ウェンディ・ビヘイリー『あなたを困らせるナルシシストとのつき合い方 病的な自己愛者を身近にもつ人のために』吉村由未共監訳. 誠信書房, 2018.7
- ジョアン M. ファレル, アイダ A. ショウ『体験的スキーマ療法 (〈実践から内省への自己プログラム〉ワークブック)』吉村由未共監訳. 岩崎学術出版社, 2021.3